# 1-2-3 (アルバム)
『1-2-3』（ワン・トゥー・スリー）は、日本のロックバンド、THE BAWDIESの通算6枚目、メジャー4枚目のアルバムである。
プロデューサーとしてLOVE PSYCHEDELICOのNAOKIが参加しており、「ROCK ME BABY」ではLOVE PSYCHEDELICOのボーカル・KUMIがパーカッションとして参加。
初回盤にはボーナストラック「1-2-3」が12曲目に収録され、その収録過程を追ったDVD「Recording movie:a Day in 1-2-3」が付属。初回盤と通常版両方に全国全県ツアー「1-2-3 TOUR 2013」のチケット先行抽選予約シリアルナンバーが付属。

## 収録曲
1. DANCE THE NIGHT AWAY 
（作詞・作曲：渡辺亮）
Produced by THE BAWDIES
2. LONELY MAN 
（作詞・作曲：渡辺亮）
Produced by THE BAWDIES
3. ROCK ME BABY 
（作詞・作曲：渡辺亮）
Produced by NAOKI（LOVE PSYCHEDELICO）
関西テレビ・フジテレビ系ドラマ「ハングリー!」主題歌
4. I WANT YOUR LOVE AGAIN 
（作詞・作曲：渡辺亮）
Produced by NAOKI
5. LEMONADE 
（作詞・作曲：渡辺亮）
Produced by NAOKI
PENTAX「Q10」CMソング
6. LISTEN 
（作詞・作曲：渡辺亮）
Produced by THE BAWDIES
7. TAKE A CHANCE 
（作詞・作曲：舟山卓）
Produced by THE BAWDIES
8. RED ROCKET SHIP 
（作詞・作曲：渡辺亮）
Produced by THE BAWDIES
9. SHA LA LA 
（作詞：渡辺亮　作曲：木村順彦）
Produced by THE BAWDIES
10. CAN'T STOP GROOVIN' 
（作詞・作曲：渡辺亮）
Produced by THE BAWDIES
11. SING YOUR SONG 
（作詞・作曲：渡辺亮）
Produced by THE BAWDIES & NAOKI
12. 1-2-3 
（作詞：渡辺亮　作曲：THE BAWDIES）
Produced by THE BAWDIES
初回限定ボーナストラック。

## ゲストミュージシャン
DANCE THE NIGHT AWAY
- MABO - Acoustic Piano

ROCK ME BABY
- KUMI(LOVE PSYCHEDELICO) - Percussions